# 서프보드

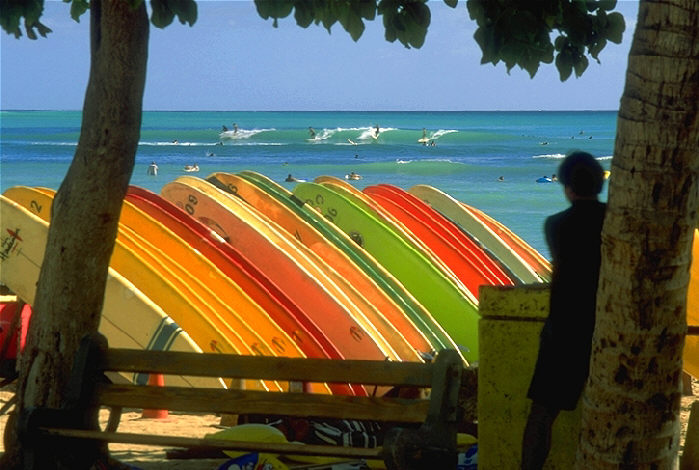
서프보드

서프보드(surfboard)는 파도타기에 사용되는 보드를 일컫는 스포츠 용품으로, 초기 형태는 나무를 깎아 만든 보드로 원시 시대의 하와이에서 개발되었다. 그 당시의 나무 보드는 길이도 거의 5미터에 육박하고 무게도 굉장하였다. 현재 사용되는 보드는 주로 폴리우레탄 폼이나 에폭시 레진 등을 이용해 만든 것으로 표면이 매끈하고 훨씬 가벼우며, 부력이 좋아 숏보드의 경우 1.8미터의 작은 크기로도 사람이 충분히 탈 수 있도록 되어있다.

## 서프 보드의 부분별 명칭
갑판 (Deck) : 서퍼가 패들링할 때 몸을 눕히거나, 테이크오프를 할 때 이용하는 보드의 윗면.
바텀 (Bottom) : 주로 물 속에 있는 보드의 아랫면.
노즈 (Nose) : 보드의 가장 앞 코 부분. 클래식 롱보드의 경우 노즈 위에 발을 올려 타는 노즈라이딩도 서핑 테크닉 중 하나이다.
레일 (Rail) : 보드의 양 옆 모서리. 테이크오프를 할 때 양 레일을 짚고 일어선다.
핀 (Fin) : 바텀에 꽂아 서핑할 때 보드의 방향성을 잡아주는 도구로 서핑 스타일에 따라 모양과 수가 다양하다. 꽂는 핀의 수는 싱글핀 (Single Fin, 1개), 트윈핀 (Twin Fin, 2개), 트러스터 (Thruster, 3개), 쿼드 셋업 (Quad Setup, 4개) 등이 있다.
리쉬 (Leash) : 보드와 다리를 연결하는 줄을 일컬으며 서핑하다 보드에서 떨어지거나 와이프아웃을 한 경우 보드와 몸이 떨어지지 않도록 해주는 역할을 한다. 서퍼에게는 생명줄이라고 불리기도 한다.
테일 (Tail) : 보드의 꼬리 부분. 서핑 스타일에 따라 모양이 천차만별이다. 테일 앞 갑판 쪽에 리쉬가 달려있고 바텀 쪽에 핀이 꽂혀 있다.
로커 (Rocker) : 서프 보드의 노즈와 테일 사이의 높이를 뜻한다. 파도의 크기나 질에 따라 로커가 급하거나 (heavy) 완만한 (relaxed) 형태 중 맞는 것을 선택한다.

## 같이 보기
- 스케이트보드 (장비)